# 國場幸昌

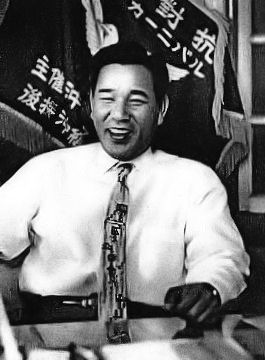
國場幸昌（1959年頃に撮影）

國場 幸昌（こくば こうしょう、1912年9月27日 - 1989年2月20日）は、日本の政治家。元衆議院議員（6期）。沖縄開発政務次官（第5代、第6代、第9代、第10代）を務めた。沖縄県国頭郡国頭村出身。海軍航空学校卒業。
國場組創業者國場幸太郎の弟であり、創業にあたっては共同経営者であった。

## 来歴・人物
1968年、第8回立法院議員総選挙で当選。
1970年11月15日､ 沖縄の初めての国政参加選挙で当選し中央政界入り。福田派に属した。
1973年、中川一郎率いる自民党内で最も強い反共を掲げた党内最右派グループの青嵐会結成に参加。1974年、沖縄開発政務次官に就任。1975年まで務めた。
1976年、再び沖縄開発政務次官に就任。
1977年、同政務次官を退任した。ほかに、衆議院決算委員長、同環境委員長などを歴任。その後、宮里松正を後継に指名。
1986年に衆議院議員を引退。同年、勲二等旭日重光章を受章。1988年には沖縄県功労者に選ばれた。
1989年2月20日死去。享年76。叙・正四位。
安次富修は元秘書である。

## 主な著書
- 世替わりの歳事記（ダイヤモンド社）